# Tragacantha ghazniana
Tragacantha ghazniana là một loài thực vật có hoa trong họ Đậu. Loài này được (Širj. & Rech. f.) Kamelin miêu tả khoa học đầu tiên năm 1975.